# Hüttenberg (Karinthië)
Hüttenberg is een gemeente in de Oostenrijkse deelstaat Karinthië, en maakt deel uit van het district Sankt Veit an der Glan.
Hüttenberg telt 1699 inwoners.
Althofen · Brückl · Deutsch-Griffen · Eberstein · Frauenstein · Friesach · Glödnitz · Gurk · Guttaring · Hüttenberg · Kappel am Krappfeld · Klein Sankt Paul · Liebenfels · Metnitz · Micheldorf · Mölbling · Sankt Georgen am Längsee · Sankt Veit an der Glan · Straßburg · Weitensfeld im Gurktal
- Gemeinsame Normdatei: 4026091-4
- MusicBrainz: e5440caf-bee5-46f4-8d5b-2df0cbd2b5cc
- Nationale Bibliotheek van Tsjechië: ge1094581